# Marcel Conche

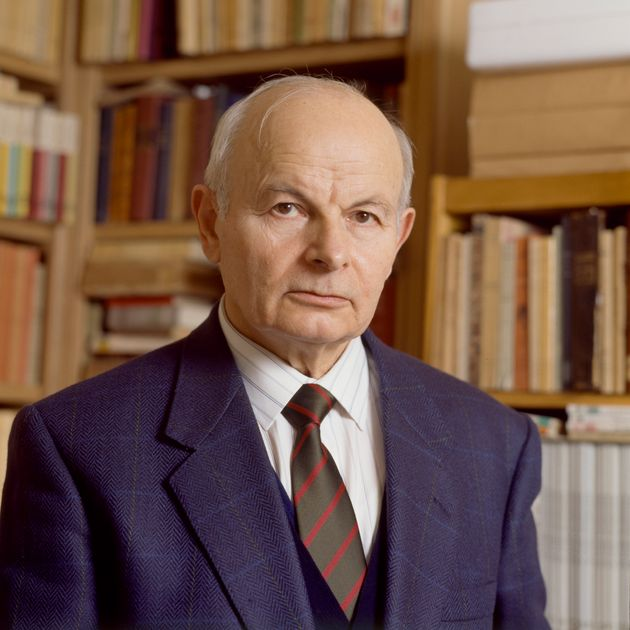
Marcel Conche

Marcel Conche (* 27. März 1922 in Altillac; † 27. Februar 2022 in Treffort) war ein französischer Philosoph und Philosophiehistoriker.

## Leben
Marcel Conche war der Sohn von Romain Conche, einem kleinen Bauern im Département Corrèze, der während des Zweiten Weltkriegs in einer Pulverfabrik in Clermont-Ferrand arbeitete, und von Marcelle Farges, die kurz nach seiner Geburt verstarb. Ihre Schwester Alice Farges war die zweite Frau seines Vaters. Nach dem Besuch des Lycée Edmond-Perrier in Tulle (1940–1943) und des Centre de formation professionnelle in Limoges (1943–1944) studierte Conche an der Faculté des lettres de Paris unter anderem bei Gaston Bachelard. Dort erwarb er 1946 die licence und 1947 das Diplôme d’études supérieures in Philosophie. Nach der Agrégation im Jahr 1950 unterrichtete er an Lyceen in Cherbourg (1950–1952), Évreux (1952–1958) und Versailles (1958–1963). Danach war er Assistant, dann Maître-Assistant an der Faculté des lettres in Lille. Nach dem Doctorat ès Lettres wurde er Maître-Assistant (1969–1978) und schließlich Professor an der Universität Paris I (1978–1988). Von 1988 an war er dort Emeritus.

## Werk
Im Bereich der Metaphysik hat Conche Arbeiten über den Tod, das Schicksal, den Zufall, die Natur und die Freiheit vorgelegt. Dabei vertritt Conche eine atheistische Position, ohne die Theologie prinzipiell aus der Philosophie auszuschließen. Im Bereich der Geschichte der Philosophie veröffentlichte Conche Studien zu Lukrez und Pyrrhon sowie zweisprachige Ausgaben von Epikur, Heraklit, Anaximander und Parmenides und Studien zu Michel Montaigne und Martin Heidegger. Das Tao te king von Lao Tseu verglich er mit Heraklits Philosophie, Nietzsches Denken mit dem des Buddhismus. Im Bereich der Ethik und Moralphilosophie hat er eine Grundlegung der Moral vorgelegt und eine pazifistische Position bezogen. Bemerkenswert im Bereich des literarischen Werks sind seine Aufsätze zum Werk Homers.

## Auszeichnungen
Conche war korrespondierendes Mitglied der Akademie von Athen und Ehrenbürger der griechischen Stadt Megara. Seine Ausgabe des Heraklit wurde 1987 mit dem Prix Langlois der Académie française ausgezeichnet, sein Gesamtwerk 1996 mit dem Prix Moron derselben Institution. 1980 hatte er die Ehrenmedaille der Sorbonne erhalten. 2013 wurde er zum Commandeur des Ordre des Arts et des Lettres ernannt, am 3. April 2015 zum Chevalier der Légion d’honneur.

## Schriften (Auswahl)
Geschichte der Philosophie
- Montaigne ou la conscience heureuse. Seghers, Paris 1964; Nachdrucke: 1966, 1970; Mégare 1992; PUF, Paris 2002, 2007, 2011.
- Lucrèce et l’expérience. Seghers, Paris 1967; Nachdrucke: Mégare 1981, 1990, 1996; Fides, Paris 2003; PUF, Paris 2011.
- Pyrrhon ou l’apparence. Mégare 1973; 2e édition remaniée et augmentée: PUF, Paris 1994.
- Épicure, Lettres et maximes. Texte, traduction, introduction et notes. Mégare 1977; Nachdrucke: PUF, Paris 1987, 1990, 1992, 1995, 1999, 2003, 2009.
- Octave Hamelin, Sur le De Fato. Publication et notes. Mégare 1978.
- Héraclite, Fragments. Texte, traduction et commentaires. PUF, Paris 1986; Nachdrucke: 1987, 1991, 1998, 2003, 2011.
- Montaigne et la philosophie. Mégare 1987, Nachdrucke: 1992; PUF, Paris 1996, 1999, 2003, 2007, 2011.
- Anaximandre, Fragments et témoignages. Texte grec, traduction, introduction et commentaire. PUF, Paris 1991; Nachdrucke: 2004, 2009.
- Parménide, Le poème : fragments. Texte, traduction, présentation et commentaires. PUF, Paris 1996; Nachdrucke: 1999, 2004, 2009.
- Nietzsche et le bouddhisme. Cahiers du Collège international de philosophie no. 4, November 1987; Nachdruck: La Versanne, 1997. – Rezension von Fabrizio Frigerio, Revue de Théologie et de Philosophie (Lausanne) 130, 1998, S. 89–90. Nachdrucke: 2007, 2009. Übersetzung ins Italienische.
- Heidegger résistant. Mégare, Paris 1996.
- Lao Tseu, Tao te king. Traduction et commentaires. PUF, Paris 2003; Nachdrucke 2004, 2005, 2006, 2008, 2011. Übersetzung des Kommentars ins Chinesische.

Metaphysik
- Athéisme et matérialisme. In: Raison présente 16, 1970, S. 19–31, (online)
- Athéisme et matérialisme (II). In: Raison présente 18, 1971, S. 67–80, (online)
- Orientation philosophique. Mégare, 1974; 2e édition remaniée et augmentée (préface André Comte-Sponville). PUF, Paris 1990, Nachdruck: 1996; 3e édition revue et augmentée, Les Belles Lettres, Paris 2011. Übersetzungen ins Russische und ins Portugiesische.
- La Mort et la Pensée. Mégare, 1974, Nachdrucke: 1975; Cécile Defaut, 2007.
- Temps et destin. Mégare, 1980 ; 2e édition augmentée, PUF, Paris 1992, Nachdruck: 1999.
- L’Aléatoire. Mégare, 1989, Nachdruck: 1990; 2e édition, PUF, Paris 1999; 3e édition augmentée, Les Belles Lettres, Paris 2012.
- Le Sens de la philosophie. La Versanne, 1999; édition revue et augmentée, 2003.
- Présence de la nature. PUF, Paris 2001; édition augmentée, PUF, Paris 2011.
- Quelle philosophie pour demain ? PUF, Paris 2003.
- Philosopher à l’infini. PUF, Paris 2005, Nachdruck: 2006. Übersetzungen ins Polnische und ins Englische.
- La Liberté. Les Belles Lettres, Paris 2011.
- Métaphysique. PUF, Paris 2012.

Ethik und Moralphilosophie
- Le Fondement de la morale. Mégare 1982, Nachdruck 1990; PUF, Paris 1993, Nachdrucke: 1999, 2003. Übersetzung ins Portugiesische.
- Vivre et philosopher : réponses aux questions de Lucile Laveggi. PUF, Paris 1992, Nachdrucke: 1993, 1998; Livre de Poche, Paris 2011.
- Analyse de l’amour et autres sujets. PUF, Paris 1997, Nachdrucke: 1998, 1999 ; Livre de Poche, Paris 2011. Übersetzung ins Portugiesische.
- Entretien avec Sébastien Charles. In: Sébastien Charles, La Philosophie française en questions : entretiens avec André Comte-Sponville, Marcel Conche, Luc Ferry, Gilles Lipovetsky, Michel Onfray, Clément Rosset. Livre de poche, Paris 1999.
- Confession d’un philosophe : réponses à André Comte‑Sponville. Albin Michel, Paris 2003; Livre de Poche, Paris 2003. Übersetzung ins Spanische.
- La Voie certaine vers « Dieu » ou L’esprit de la religion. Les Cahiers de l’Égaré, 2008.
- Sur Épicure. Les Belles Lettres, Paris 2014.
- Sous le signe de la Nature : généalogie d’une pensée. Entretien avec Frédéric Amauger, suivi de Etudes et témoignage, sous la direction de Yannick Beaubatie, Editions Mille Sources, Tulle 2015.
- Penser encore : sur Spinoza et autres sujets. Les Belles Lettres, Paris 2016.
- Nouvelles pensées de métaphysique et de morale. Les Belles Lettres, Paris 2017.

Literarisches Werk
- Ma vie antérieure (1997) und Le destin de solitude (1999). Als: Ma vie antérieure & Le destin de solitude. La Versanne, 2003.
- Essais sur Homère. PUF, Paris 1999; Nachdruck: 2003.
- De l’amour : pensées trouvées dans un vieux cahier de dessin. Les Cahiers de l’Égaré, 2003; Cécile Defaut, 2008.
- Heidegger par gros temps. Les Cahiers de l’Égaré, 2004.
- Avec des « si ». Journal étrange I. PUF, Paris 2006, Nachdrucke: 2008, 2011.
- Oisivetés. Journal étrange II. PUF, Paris 2007.
- Noms. Journal étrange III. PUF, Paris 2008.
- Diversités. Journal étrange IV. Les Belles Lettres, Paris 2009.
- Corsica. Journal étrange V. PUF, Paris 2010, Nachdruck: 2011.
- Le Silence d’Émilie. Les Cahiers de l’Égaré, 2010.
- Ma vie (1922–1947) : un amour sous l’Occupation. HDiffusion, 2012
- Épicure en Corrèze. Éditions Stock, 2014.
- Parcours, Journal d’une vie Intellectuelle. Éditions HDiffusion, 2017.